# Samuel Galindo
Samuel Galindo Suheiro (ur. 18 kwietnia 1992 w Santa Cruz) – boliwijski piłkarz występujący na pozycji środkowego pomocnika w boliwijskim klubie Nacional Potosí oraz w reprezentacji Boliwii. Wychowanek Realu América. W trakcie swojej kariery reprezentował także barwy Arsenalu, Salamanki, Gimnàstiku, CD Lugo, Jorge Wilstermann, Portuguesy oraz Sport Boys Warnes. W 2009 roku wraz z młodzieżową reprezentacją Boliwii wystąpił na Mistrzostwach Ameryki Południowej do lat 20.